# Stenandra vadoni
Stenandra vadoni là một loài bọ cánh cứng trong họ Cerambycidae.